# Begíjar
Begíjar er en by og kommune i det sydlige Spanien i provinsen Jaén. Den har et indbyggertal på 2.947 (2024) indbyggere.